# Ozark (Alabama)
Pour les articles homonymes, voir Ozark.
Ozark est une ville du comté de Dale, et le siège de ce comté, située dans l'État d'Alabama, aux États-Unis d'Amérique. Au recensement de 2000, sa population était de 15 119 habitants.

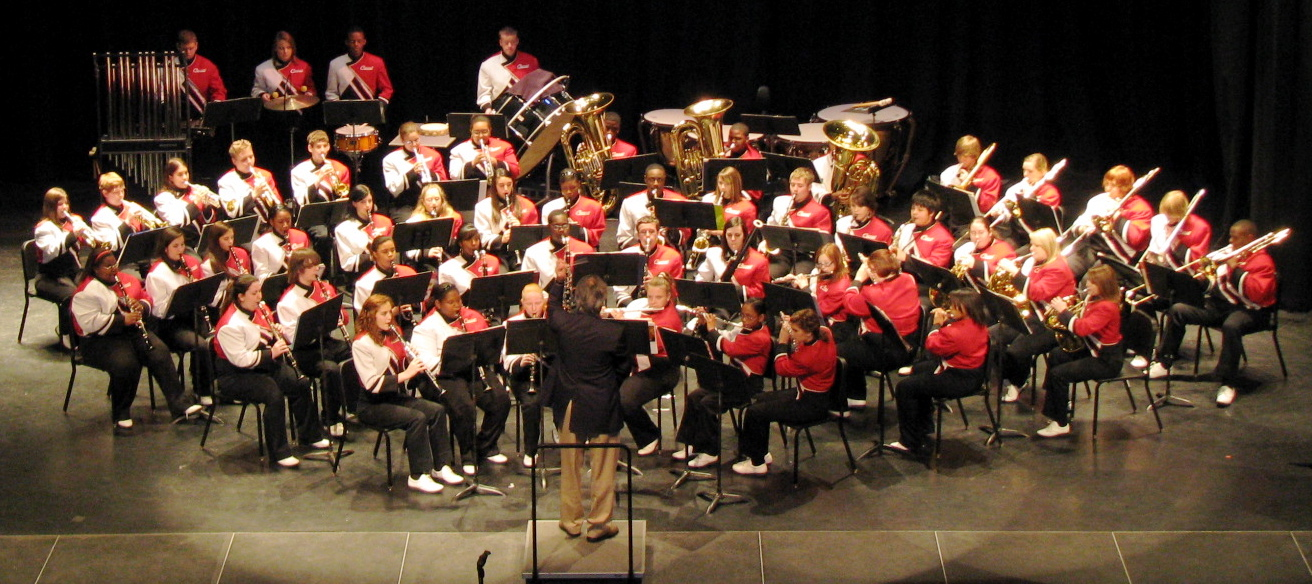
Orchestre de l'école secondaire Carroll en 2009

## Personnalités
- Christina Carnell (née en 1978), actrice américaine

## Démographie
| 1880 | 1890  | 1900  | 1910  | 1920  | 1930  | 1940  | 1950  |
| ---- | ----- | ----- | ----- | ----- | ----- | ----- | ----- |
| 512  | 1 195 | 1 570 | 2 229 | 2 518 | 3 103 | 3 601 | 5 238 |

| 1960  | 1970   | 1980   | 1990   | 2000   | 2010   | - | - |
| ----- | ------ | ------ | ------ | ------ | ------ | - | - |
| 9 534 | 13 555 | 13 188 | 12 922 | 15 119 | 14 907 | - | - |

## Source
- (en) Cet article est partiellement ou en totalité issu de l’article de Wikipédia en anglais intitulé « Ozark, Alabama » (voir la liste des auteurs).